# Intencionalidade
Este termo é um conceito filosófico preciso.
Intencionalidade é o poder das mentes para ser sobre algo: para representar coisas, propriedades e estados de coisas. A intencionalidade é atribuída principalmente a estados mentais, como percepções, crenças ou desejos, razão pela qual é considerada como a marca característica do mental por muitos filósofos. Uma questão central para as teorias de intencionalidade é o problema da inexistência intencional: determinar o estado ontológico das entidades que são os objetos dos estados intencionais.
O conceito de intencionalidade foi recuperado por Franz Brentano da Escolástica, uma subcategoria dentro da filosofia medieval para definir o estatuto da consciência, qualificada por estar dirigida para algo, ou de ser acerca de algo, possuída pela maior parte dos nossos estados conscientes. O termo foi mais tarde usado por Edmund Husserl, que defendeu que a consciência é sempre intencional. A intencionalidade distingue a propriedade do fenómeno mental: ser necessariamente dirigido para um objecto, seja real ou imaginário. É neste sentido, e na fenomenologia de Husserl, que este termo é usado na filosofia contemporânea.
As nossas crenças, pensamentos, anseios, desejos, são sempre acerca de alguma coisa. Do mesmo modo, as palavras que usamos para exprimir essas crenças e outros estados mentais são acerca de coisas. O problema da intencionalidade consiste na compreensão da relação que se verifica entre um estado mental, ou a sua expressão, e as coisas acerca das quais esse estado mental se constitui como tal.

## Etimologia
Latim intentionem, de intentus, particípio passado de intendere=tender a, voltar-se para um determinado fim, propósito.

## O problema da inexistência intencional
Uma questão central para as teorias de intencionalidade é o problema da inexistência intencional: determinar o estado ontológico das entidades que são os objetos dos estados intencionais. Isto é particularmente relevante para casos envolvendo objetos que não têm existência fora da mente, como no caso de meras fantasias ou alucinações.
Por exemplo, suponha que Maria está pensando no Super-Homem. Por um lado, parece que este pensamento é intencional: Maria está pensando em algo. Por outro lado, o Super-Homem não existe. Isto sugere que Maria ou não está pensando em algo ou está pensando em algo que não existe. Várias teorias foram propostas a fim de reconciliar estas intuições conflitantes. Estas teorias podem ser divididas, grosso modo, em eliminativismo, relacionalismo e adverbialismo. Os eliminativistas negam que este tipo de estado mental problemático seja possível. Os relacionalistas tentam resolver o problema interpretando os estados intencionais como relações, enquanto os adverbialistas os interpretam como propriedades.

### Eliminativismo
Os eliminativistas negam que o exemplo acima seja possível. Pode parecer para nós e para Maria que ela está pensando em algo, mas realmente ela não está pensando de modo algum. Tal posição poderia ser motivada por uma forma de externalismo semântico, a visão de que o significado de um termo, ou neste exemplo o conteúdo de um pensamento, é determinado por fatores externos ao sujeito. Se o significado depende de uma referência bem-sucedida, então fracassar na referência resultaria em uma falta de significado. A dificuldade para tal posição é explicar por que parece a Maria que ela está pensando em algo e como parecer pensar é diferente do pensamento real.

### Relacionalismo
Os relacionalistas afirmam que ter um estado intencional envolve estar em uma relação com o objeto intencional. Esta é a posição mais natural para casos não problemáticos. Assim, se Maria percebe uma árvore, podemos dizer que há uma relação perceptual entre Maria, o sujeito desta relação, e a árvore, o objeto desta relação. Geralmente assuma-se que as relações implicam em existência: a instância de uma relação acarreta a existência das entidades relacionadas. Este princípio exclui que podemos manter relações com entidades não-existentes. Uma maneira de resolver o problema é negar este princípio e defender uma espécie de excepcionalismo de intencionalidade: que a intencionalidade é diferente de todas as outras relações no sentido de que este princípio não se aplica a ela.
Uma solução relacionalista mais comum é procurar objetos existentes que possam desempenhar o papel que o objeto não-existente deveria desempenhar. Tais objetos às vezes são chamados de "proxies", "traces" ou "ersatz objects". Foi sugerido que objetos abstratos ou formas platônicas podem desempenhar este papel. Objetos abstratos têm existência real, mas existem fora do espaço e do tempo. Assim, quando Maria pensa no Super-Homem, ela está em uma relação de pensamento com o objeto abstrato ou com a forma platônica que corresponde ao Super-Homem. Uma solução semelhante substitui objetos abstratos por objetos mentais concretos. Neste caso, existe na mente de Maria um objeto mental que corresponde ao Super-Homem. À medida que Maria começa a pensar no Super-Homem, ela entra em um relacionamento com este objeto mental. Um problema para ambas as teorias é que elas parecem descaracterizar a experiência de pensamento. Quando Maria está pensando no Super-Homem, ela não está pensando nem em uma forma platônica fora do espaço-tempo, nem em um objeto mental. Em vez disso, ela está pensando em um ser físico concreto. Uma solução relacionada vê os objetos possíveis como objetos intencionais. Isto envolve um compromisso com o realismo modal, por exemplo, na forma do modelo de David Lewis ou como concebido por Takashi Yagisawa.

### Adverbialismo
Os adverbiaistas afirmam que estados intencionais são propriedades de sujeitos. Portanto, não se precisa de objetos independentes além do sujeito, que é como os adverbialistas evitam o problema da não-existência. Essa abordagem foi denominada "adverbialismo", pois o objeto do estado intencional é visto como uma modificação deste estado, que pode ser expresso linguisticamente através de advérbios. Em vez de dizer que Maria está pensando no Super-Homem, seria mais preciso, segundo os adverbialistas, dizer que Maria está pensando de uma maneira super-homem ou que Maria está pensando super-homem-mente. O adverbialismo foi desafiado com o argumento de que coloca uma tensão na linguagem natural e nas intuições metafísicas codificadas nela. Outra objeção é que, ao tratar objetos intencionais como meras modificações de estados intencionais, o adverbialismo perde o poder de distinguir entre diferentes conteúdos intencionais complexos, o chamado problema de muitas propriedades (many-property problem).

## Intencionalidade fenomenal
A intencionalidade fenomenal é o tipo de intencionalidade fundamentada em estados mentais fenomenais ou conscientes. Contrasta com a intencionalidade não-fenomenal, que é frequentemente atribuída, por exemplo, a linguagem e a estados inconscientes. A distinção é importante para os filósofos que sustentam que a intencionalidade fenomenal tem um estado privilegiado sobre a intencionalidade não-fenomenal. Esta posição é conhecida como a teoria da intencionalidade fenomenal (phenomenal intentionality theory). Esse estado privilegiado pode assumir duas formas. Na versão moderada, a intencionalidade fenomenal é privilegiada porque outros tipos de intencionalidade dependem dela ou estão fundamentados nela. Portanto, eles não são intrinsecamente intencionais. A versão mais forte vai mais além e nega que existam outros tipos de intencionalidade. A teoria da intencionalidade fenomenal é comumente contrastada com o naturalismo sobre a intencionalidade, a visão de que as propriedades intencionais são redutíveis às propriedades naturais como estudadas pelas ciências naturais.

## Intencionalismo
Intencionalismo é a tese de que todos os estados mentais são intencionais, ou seja, que eles se referem a algo: ao seu objeto intencional.  Esta tese também foi chamada de "representacionalismo". O intencionalismo é implicado pela afirmação de Brentano de que a intencionalidade é "a marca do mental": se todos e somente os estados mentais são intencionais, então é certo que todos os estados mentais são intencionais. Esta tese é contestada pelos anti-intencionalistas, muitas vezes com referência a contra-exemplos na forma de estados que são mentais, mas não intencionais. Os supostos contra-exemplos incluem estados puramente sensuais e experiências místicas de consciência pura.
As discussões sobre o intencionalismo muitas vezes se concentram na intencionalidade dos estados conscientes. Pode-se distinguir em tais estados suas características fenomênicas, ou como é para um sujeito ter tal estado, de suas características intencionais, ou do que se trata. Estas duas características parecem estar intimamente relacionadas uma com a outra, razão pela qual os intencionalistas propuseram várias teorias a fim de captar a forma exata desta relação.

### Formas de intencionalismo
Estas teorias podem ser divididas em três categorias: intencionalismo puro, intencionalismo impuro, e teorias de qualia. Tanto o intencionalismo puro quanto o impuro sustentam que há uma relação de superveniência entre características fenomênicas e características intencionais, por exemplo, que dois estados intencionais não podem diferir em relação às suas características fenomênicas sem diferir ao mesmo tempo em suas características intencionais. As teorias de qualia, por outro lado, afirmam que entre as características fenomênicas de um estado mental há pelo menos algumas propriedades fenomênicas não intencionais, chamadas "qualia", que não são determinadas por características intencionais. O intencionalismo puro e impuro discordam entre si a respeito de quais características intencionais são responsáveis pela determinação das características fenomênicas. Os intencionalistas puros sustentam que apenas o conteúdo intencional é responsável, enquanto os intencionalistas impuros afirmam que a maneira ou modo como esse conteúdo é apresentado também desempenha um papel.
Tim Crane, ele próprio um intencionalista impuro, explica esta diferença ao distinguir três aspectos dos estados intencionais: o objeto intencional, o conteúdo intencional e o modo intencional. Por exemplo, vendo que uma maçã é redonda e saboreando que esta maçã é doce ambos têm o mesmo objeto intencional: a maçã. Mas envolvem conteúdos diferentes: a percepção visual atribui a propriedade da redondeza à maçã, enquanto a percepção gustativa atribui a propriedade de doçura à maçã. Tocar a maçã também resultará em uma experiência perceptiva atribuindo redondeza à maçã, mas a redondeza é apresentada de uma maneira diferente. Portanto, a percepção visual e a percepção háptica concordam tanto no objeto intencional quanto no conteúdo intencional, mas diferem no modo intencional. Os intencionalistas puros podem não concordar com esta distinção. Eles podem argumentar, por exemplo, que a diferença no último caso também pertence ao conteúdo intencional, porque duas propriedades diferentes são atribuídas à maçã: redondeza visual e redondeza sentida.

## Visão moderna de intencionalidade
O conceito de intencionalidade foi reintroduzida na filosofia contemporânea do século XIX pelo filósofo e psicólogo Franz Brentano, em sua obra Psicologia do Ponto de Vista Empírico (1874). Brentano descreve a intencionalidade como uma característica de todos os atos de consciência, fenômenos "psíquicos" ou "mental", pelo qual ele poderia ser separado dos fenômenos "físico" ou "natural".
| “ | Todo fenômeno mental é caracterizado por aquilo que os escolásticos da Idade Média chamaram a inexistência intencional (ou mental) de um objeto, e aquilo que podemos chamar, ainda que de forma não completamente não-ambígua, referência a um conteúdo de direção, no sentido de para um objeto (que não deve aqui ser entendido como querendo dizer uma coisa), ou objectividade imanente. Todo o fenómeno mental inclui algo em si como objecto, embora nem todos o façam da mesma maneira. Na representação algo é representado, no juízo algo é afirmado ou negado, no amor amado, no ódio odiado, no desejo desejado, e assim por diante. Esta "in-existência" é uma característica exclusiva dos fenômenos mentais. Nenhum fenômeno físico exibe nada parecido. Poderíamos, portanto, definir os fenômenos mentais, dizendo que eles são aqueles fenômenos que contêm um objeto intencionalmente dentro de si. | ” |
| — Franz Brentano, Psychology from an Empirical Standpoint, edited by Linda L. McAlister (London: Routledge, 1995), pp. 88–89. | |   |

## Taxonomia de Dennett sobre as atuais teorias sobre a intencionalidade.
Daniel Dennett oferece uma taxonomia das teorias atuais sobre a intencionalidade no capítulo 10 de seu livro A Postura Intencional". 
| “ | [...] primeiro decide-se tratar o objeto cujo comportamento se quer prever como um agente racional; depois imaginam-se que crenças esse agente devia ter, dado o seu lugar no mundo e o seu objetivo. Imaginam-se também os desejos que deveriam motivar, com base nas mesmas considerações, e finalmente, prevê-se que este agente racional atuará por forma a alcançar os seus propósitos, à luz das suas crenças. Um pouco de raciocínio prático a partir do conjunto escolhido de crenças e desejos fornecerá em muitas ocasiões – mas não todas – uma decisão sobre o que o agente deveria fazer; é o que conseguimos prever que o agente fará. | ” |

Os Sistemas Intencionais são, para Dennett, toda estrutura, artefato ou organismo, cujo comportamento pode ser explicado e/ou predito a partir da postura intencional.
A postura intencional se constitui na percepção de mundo que ocorre através da linguagem. Quando um bebê nasce, ele chega ao mundo desprotegido e sem linguagem, aos poucos vai se constituindo através das informações e ideias que recebe, assumindo uma forma de interpretação e com isso sua postura intencional.
Um dos exemplos usados pelo autor para demonstrar a postura intencional consiste em sugerir que o leitor se imagine jogando xadrez com um computador e observe que existe a intenção do computador em vencer a partida. Este computador que possui apenas instruções binárias sem nenhum tipo de consciência ou percepção, mas é percebido como possuidor de certa intenção através da postura intencional do jogador humano.
A maioria, senão todas, as teorias atuais sobre a intencionalidade aceitam a tese de Franz Brentano da irredutibilidade de expressões idiomáticas intencionais. A partir desta tese as seguintes posições emergem:
- Expressão idiomática intencional é problemática para a ciência;
- Expressão idiomática intencional não é problemático para a ciência, que é dividido em:
  - Materialismo eliminatório;
  - Realismo epistemológico;
  - Padrão duplo Quineano que é dividido em:
    - Adesão ao Princípio projetiva.
    - Adesão ao princípio normativo, que está dividido em:
    - Quem faz um pressuposto da racionalidade;
    - Quem segue o princípio da caridade;